# Nagelpistool

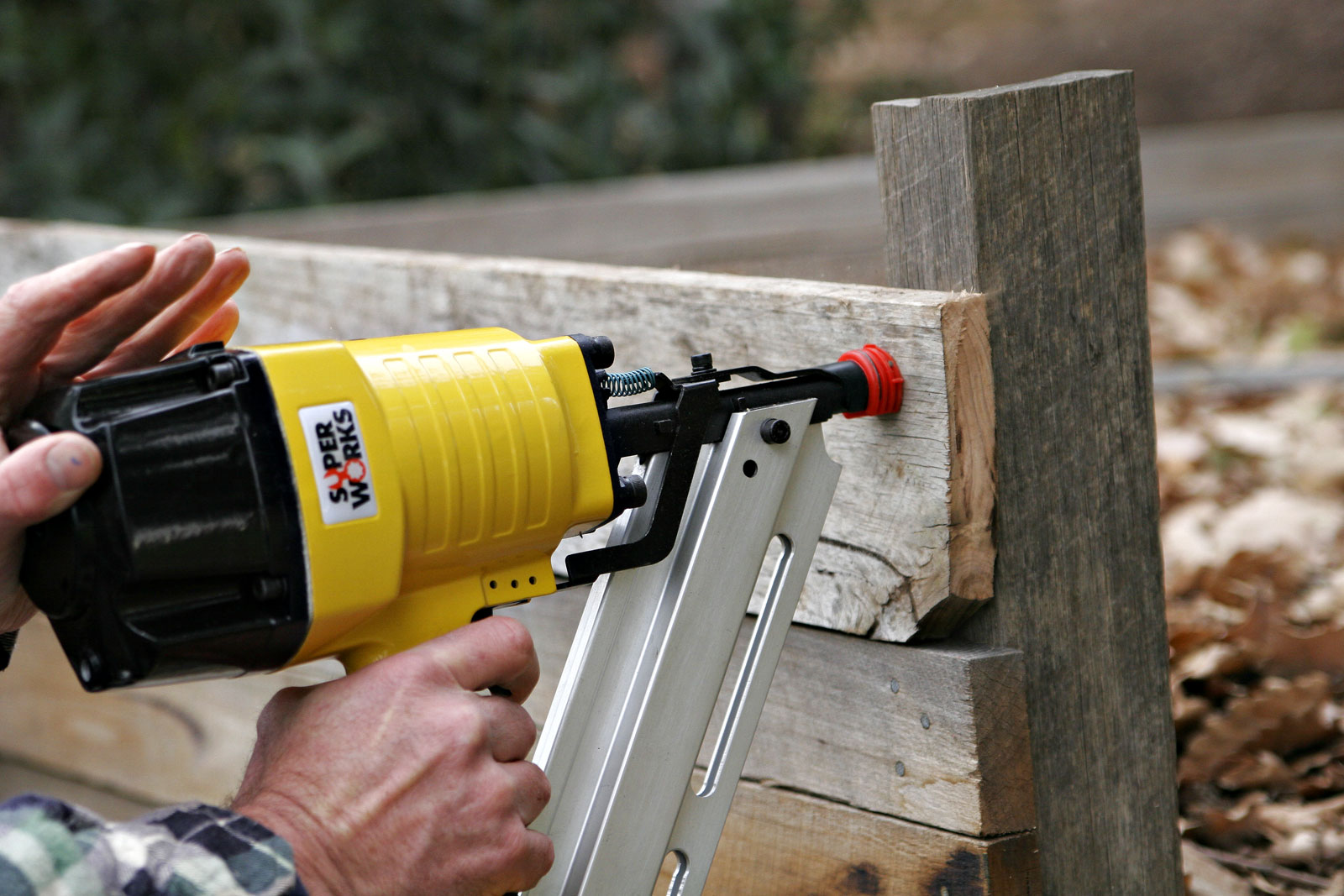
Nagelpistool in gebruik

Een nagelpistool of spijkerpistool wordt gebruikt in de houtbewerking en bouw om met spijkers onderdelen van werkstukken aan elkaar vast te schieten. Er bestaan kleine tot grote formaten van het toestel en de nagels die erin passen.
Afhankelijk van het type pistool en de gebruikte spijkers kunnen verbindingen van hout op hout, hout op beton, staal op beton of staal op staal gemaakt worden. 
De aandrijving gebeurt pneumatisch (met perslucht), elektrisch (met batterijen) of met een kleine patroon.

## Fotogalerij

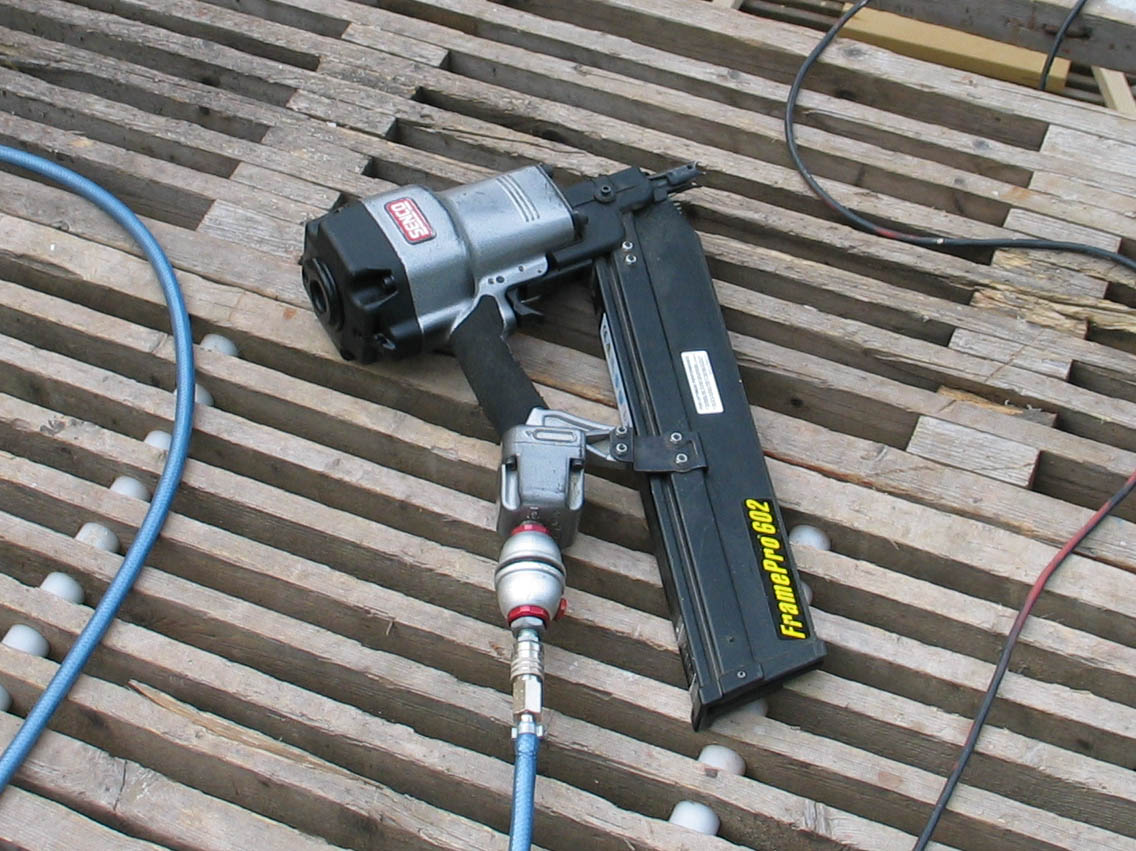
Spijkerpistool op perslucht
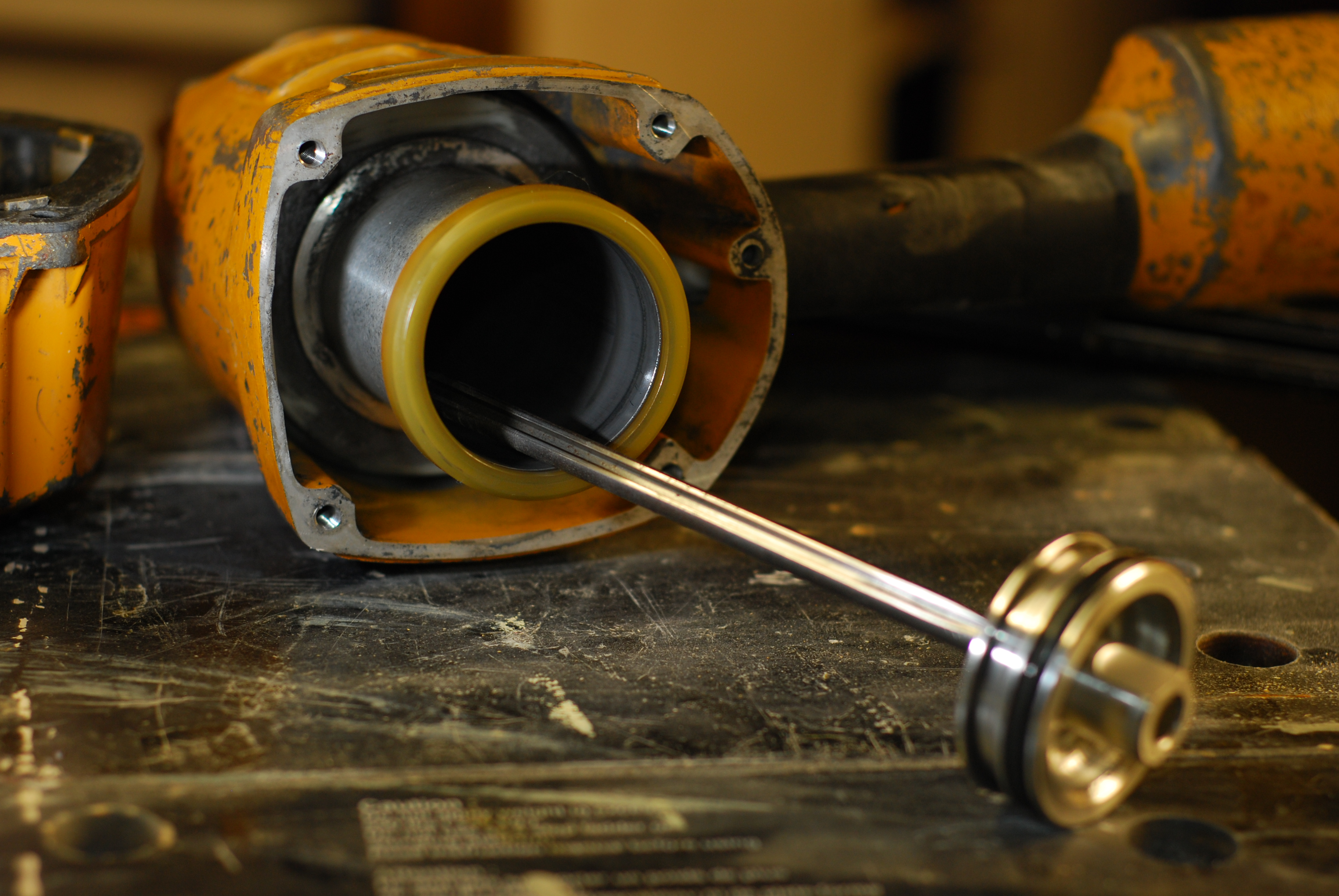
Geopend spijkerpistool
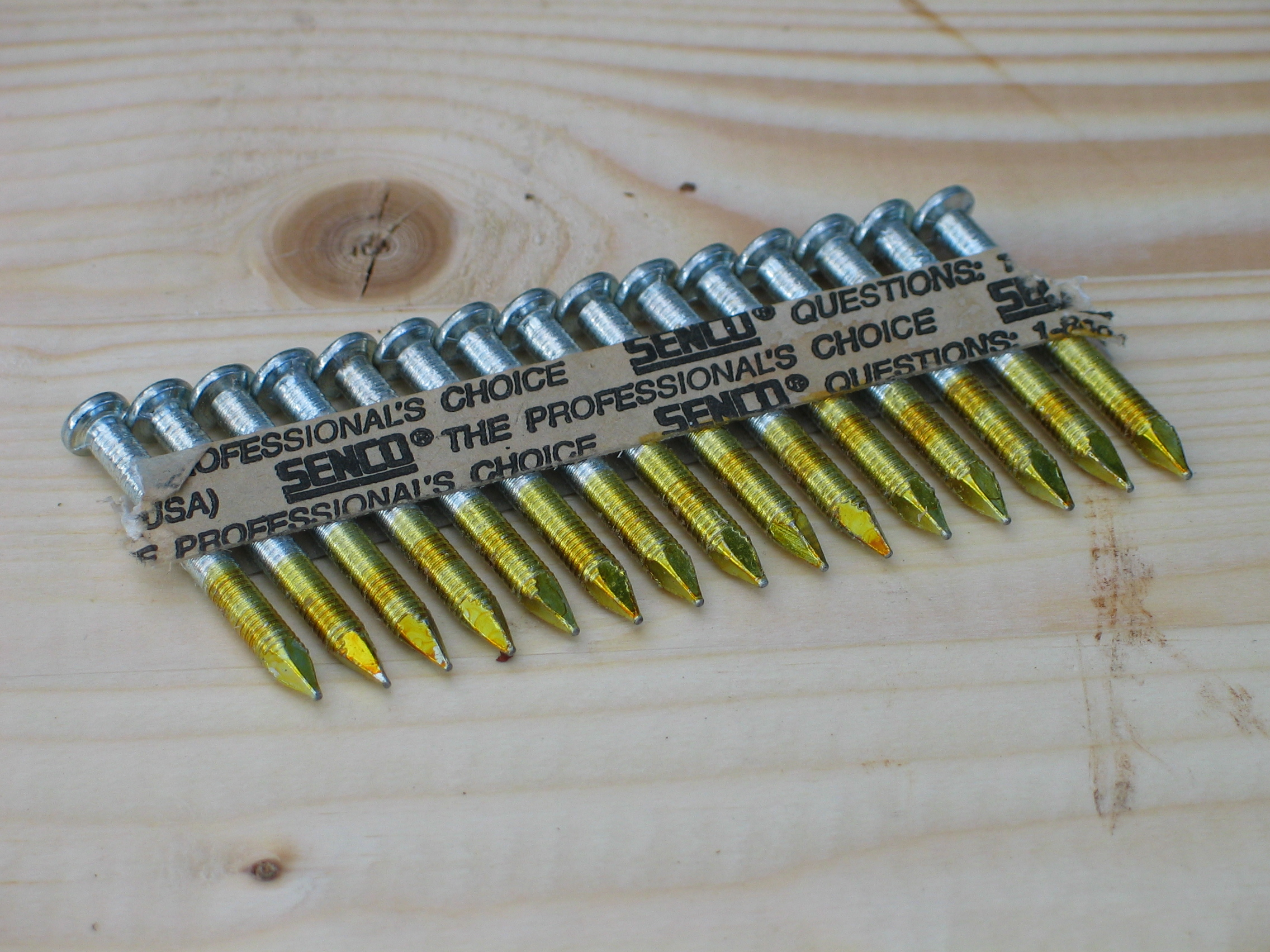
Een strip spijkers voor een spijkerpistool
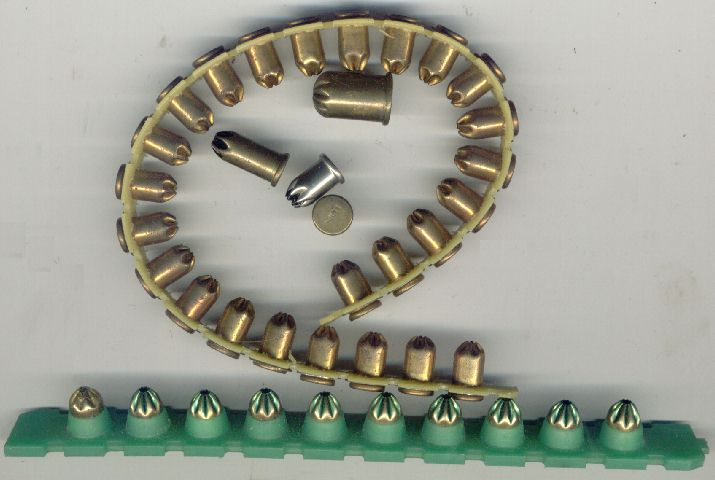
Patronen voor een spijkerpistool